# Pont Robert F. Kennedy
Le pont Robert F. Kennedy (Robert F. Kennedy Bridge), couramment nommé Triborough Bridge (littéralement « Pont tri-quartiers »), est un complexe composé de trois ponts qui relient les trois arrondissements de Manhattan, du Queens et du Bronx de la ville de New York. Le Triborough traverse deux îles, Ward's Island puis Randall's Island du sud au nord, qui servent d'intermédiaires au-dessus de l'eau entre les trois arrondissements. Les trois ponts enjambent le Hell Gate, Harlem River, et le détroit du Bronx Kill.
Le pont est géré par le MTA Bridges and Tunnels, une entité faisant partie de la Metropolitan Transportation Authority.
Les trois ponts qui composent le Triborough Bridge sont de structures et de longueurs différentes: le plus long est le East River suspension bridge, pont suspendu long de 847 mètres, suivi du Bronx Kills crossing long de 488 mètres ; le troisième est le Harlem River lift bridge qui est un pont levant.

## Historique
La construction du complexe débuta en 1930, mais fut rapidement interrompue du fait de la Grande Dépression. Mais grâce aux fonds débloqués par le New Deal, les travaux reprirent sous la direction de Robert Moses au milieu des années 1930, et le pont fut ouvert à la circulation le 11 juillet 1936. Les coûts des travaux dépassèrent alors ceux du barrage Hoover, construit en 1935. Les bétons employés dans la construction provenaient d'usines situées dans le Maine et le Mississippi, alors que la fabrication des caissons dans lesquels le béton fut coulé nécessita l'abattage de toute une forêt dans l'Oregon.
Après les attentats du 11 septembre 2001, les autorités ont interdit de prendre des photographies ou des vidéos de la structure, de peur que des groupes terroristes puissent les étudier afin de préparer un nouvel attentat contre la ville.
Le 19 novembre 2008, le pont est officiellement renommé Robert F. Kennedy Bridge, quarante ans après l'assassinat du frère de John Kennedy, sénateur et ancien Procureur général.